# Domenico Cotugno
Domenico Cotugno, né le 29 janvier 1736 et mort le 6 octobre 1822 , était un anatomiste italien.

## Biographie
Domenico Cotugno naquit le 29 janvier 1736, à Ruvo, petite ville du royaume de Naples, de parents peu riches, et qui cependant ne négligèrent rien pour son éducation. Il montra de bonne heure d’heureuses dispositions : à l’âge de douze ans, il parlait les langues latine et italienne et traduisait les auteurs grecs. Il cultiva ensuite avec zèle les belles-lettres, la logique et la métaphysique, et apprit seul les éléments des mathématiques avec un traité de cette science. Cotugno fit ses premières études à Ruvo et à Molfetta, ville voisine. Ce fut aussi à Ruvo qu’il commença d’étudier la physique et l’anatomie, sous la direction de G.-B. Guerna, médecin de ce pays. N’ayant pas de cadavres à sa disposition, il y disséquait des animaux. À peine âgé de dix-huit ans, il vint à Naples le 24 décembre 1753, et travailla avec tant d’assiduité que neuf mois après son arrivée il fut reçu au concours médecin assistant de l’hôpital des Incurâbles. Sur ce nouveau théâtre il put satisfaire son goût dominant pour l’anatomie et pour l’observation des maladies. Le grade de docteur lui fut décerné en 1756, dans l’université de Palerme. De retour à Naples, les travaux anatomiques trop assidus auxquels il se livra lui causèrent une hémoptysie dangereuse. S’étant rétabli, il fut choisi pour enseigner la chirurgie aux élèves de l’hôpital. Sa réputation augmenta beaucoup par la publication de son important ouvrage sur les aqueducs de l’oreille interne, qui parut en 1761. L’année suivante, il fit la découverte du nerf naso-palatin. L’impératrice Marie-Thérèse lui fit offrir alors une chaire de professeur à l’université de Pavie ; mais il refusa, préférant rester dans sa patrie. En 1764, la ville de Naples eut beaucoup à souffrir par la redoutable épidémie que Michele Sarcone a si bien décrite. Cotugno s’y distingua par son zèle auprès des malades. Il écrivit à Sarcone une lettre dans laquelle il rend compte de ses observations. On la trouve dans l’ouvrage de ce dernier. L’année suivante, il fit un voyage en Italie pour visiter plusieurs grands médecins, entre autres Morgagni. En 1766, la chaire d’anatomie à l’université des Études, étant devenue vacante, fut mise au concours et décernée à Cotugno. Il venait de faire paraître sa Dissertation sur la sciatique. Depuis cette époque sa clientèle devint considérable. Il ne négligea cependant pas ses fonctions de professeur et de médecin de l’hôpital des Incurables. Il fut successivement membre du plus grand nombre des sociétés savantes de l’Europe, et médecin de la famille royale de Naples. Lors de la découverte de l’électricité animale par Galvani. Cotugno rappela un fait curieux qu’il avait observé plusieurs années auparavant. Ayant ouvert par l’épigastre une jeune souris, qu’il venait de prendre vivante, il éprouva par la vibration de sa queue entre les doigts auriculaire et annulaire une commotion électrique très-forte le long du bras, et il continua de la ressentir pendant un quart d’heure. Il fit part de ce fait au chevalier Vivenzio dans une lettre qu’il lui écrivit en 1784. On la trouve dans le Traité de l’électricité médicale de Tiberius Cavallo. Cotugno fut honoré par tous les souverains qui régnèrent à Naples pendant qu’il vécut. En 1789, il accompagna le roi Ferdinand dans un voyage que ce prince fit à Vienne avec la reine Caroline d’Autriche, sa femme. En 1812, il fut nommé recteur de l’université, et quelque temps après doyen de la faculté de médecine. Il professait encore étant octogénaire : alors on le remplaça par le docteur Folinea, qui devint ensuite son successeur. En 1818 il eut une attaque d’apoplexie dont il parvint à se remettre ; mais en mars 1822 sa santé s’affaiblit de nouveau ; ses facultés intellectuelles diminuèrent ; enfin, il succomba le 6 octobre de cette même année, âgé de 86 ans. Cotugno était de petite taille, d’une physionomie douce, agréable et spirituelle ; son élocution était pure et ses manières élégantes. Il se montra toujours humain et bienfaisant, et légua par son testament la plus grande partie de ses biens à l’hôpital des Incurables, dans lequel il avait prodigué pendant tant d’années ses soins aux malheureux. Les Napolitains n’ont rien oublié pour illustrer sa mémoire. De nombreux éloges historiques ont paru sur lui. Nous citerons celui qu’a fait le professeur Folinea, son successeur, et celui que prononça à l’Académie médico-chirurgicale le docteur Magliari. Le 10 mai 1823 son buste en marbre fut inauguré avec beaucoup de solennité dans l’hôpital des Incurables, et le docteur Vulpès, médecin du même hôpital, prononça à cette occasion un discours qui a été imprimé à Naples en 1825, in-4°. On a frappé en 1824, une médaille en son honneur sur laquelle on lit ces mots : Hippocrati Neapolitano.

## Œuvres

De aquaeductibus auris humanae internae anatomica dissertatio, 1775

Les écrits de ce médecin renferment des découvertes utiles ; voici l’énumération de ceux qui ont été imprimés :
- De Aquæductibus auris humanæ internæ anatomica Dissertatio, Naples, 1761, in-8°, fig. ; Vienne, 1774, in-8°. Cet ouvrage contient des descriptions anatomiques très-exactes. L’auteur a le premier découvert la lymphe du labyrinthe, et donné des explications rationnelles des usages des canaux demi circulaires, du limaçon et du vestibule.
- De ischiade nervosa Commentarius, Naples, 1765, in-8°, fig. ; Vienne, 1770, in-12; Naples, 1779, avec des additions ; réimprimé dans le Thésaurus dissertationum de Sandifort ; traduit en allemand, Leipzig, 1792, in-8°. Cotugno divise la sciatique en arthritique et nerveuse, et subdivise cette dernière en antérieure et postérieure ; il regarde comme cause de la maladie une humeur acre, lymphatique, épanchée entre la substance du nerf sciatique et ses membranes, ou dans le tissu cellulaire qui enveloppe le tronc et les rameaux de ce nerf. Il recommande surtout dans cette affection les lavements opiacés, ainsi que les vésicatoires sur les endroits où le nerf est le plus à découvert sous la peau, tels qu’un peu au-dessous du genou, sur la tête du péroné, ou sur la partie inférieure externe du tibia. L’auteur de cette dissertation a très-bien connu l’existence du liquide céphalo-rachidien signalé ensuite par Magendie.
- De Sedibus variolarum syntagma , Naples, 1769, in-8°, fig.; Vienne, 1771, in-8° ; Naples et Bologne, 1789 ; réimprimé dans le Thésaurus de Sandifort. Cotugno cherche à prouver dans cet écrit que le siège de la variole est extérieur, et que les pustules n’existent jamais dans les viscères internes. Pour le prouver, il rapporte avec détail six observations de variole avec ouvertures cadavériques ; mais ces faits sont trop peu nombreux, et des observations plus modernes ont prouvé le contraire.
- De animorum ad optimam disciplinant præparatione, Naples, 1778,in-8°. C’est un discours que l’auteur prononça le 3 novembre 1778, lors de l’ouverture des cours académiques.
- Dello spirito della medicina ragionamento academico, Naples, 1783, in-8° ;
- Petri de Marchettis, Patavini, Observationes et Tractatus medico-chirurgici, Naples, 1772 , in-12. Cotugno est l’éditeur de ce livre, auquel il a ajouté une préface et quelques notes.

Il est encore auteur d’un mémoire qu’il lut à l’Académie des sciences de Naples, intitulé : Del moto reciproco del sangue per le interne vene del capo. On le trouve dans le Recueil de cette compagnie. Un grand nombre d’écrits de ce médecin sont restés inédits. On en peut voir l’énumération à la suite de son éloge parle professeur Vulpès. Les principaux sont des éléments de physiologie et de pathologie, et des institutions de médecine pratique qui avaient servi de texte à ses leçons ; des institutions de chirurgie, dont la première feuille a été seule imprimée ; des observations et des mélanges de médecine ; un traité des maladies des femmes ; des relations de ses voyages en Italie et à Vienne, etc. On annonçait en 1820 que plusieurs de ces écrits avaient disparu par un vol littéraire ; mais ils furent retrouvés quelque temps après. L’amour des sciences médicales n’avait point étouffé chez Cotugno le goût des beaux-arts et de la littérature. On a vu plus haut avec combien de facilité et de grâce il maniait la parole. Il avait puisé ses leçons et l’exemple de cette précieuse faculté dans Fracastoro, dans Redi, dans Cocchi. Il s’expliquait en artiste sur le beau idéal, sur les chefs-d’œuvre de Michel-Ange et de Raphaël, sur les anciennes médailles, et il possédait de celles-ci une fort belle collection.